# Urpa

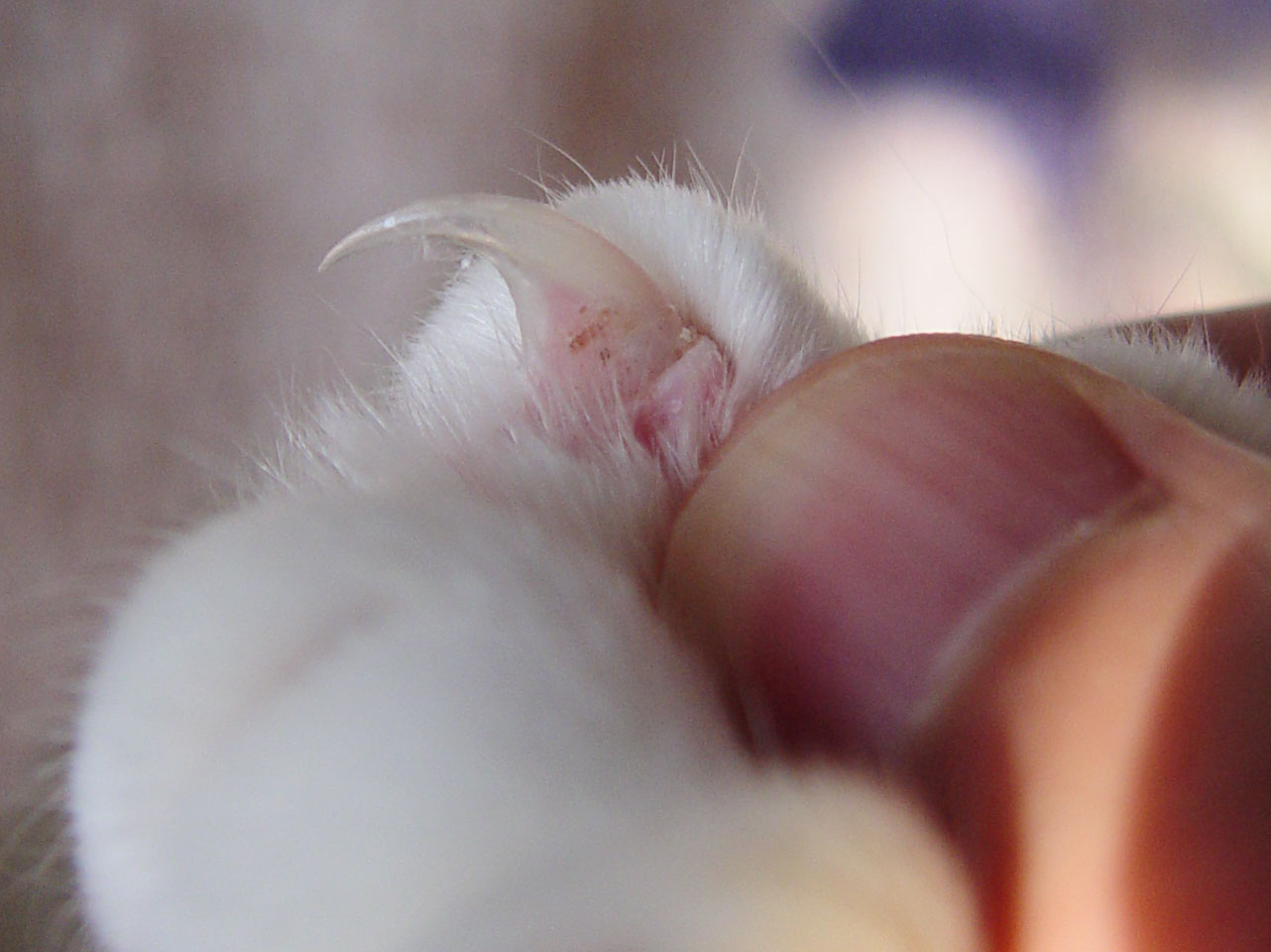
Urpa retràctil de gat

Una urpa és un apèndix corbat i punxegut, que es troba al final d'un peu o d'un dit, en la majoria de mamífers, ocells i alguns rèptils al final del tars. Tanmateix també es fa servir sovint el terme "urpa" per als invertebrats. Algunes formes similars a urpes es troben en artròpodes com coleòpters i aranyes al final de la seva pota. També s'anomena impròpiament urpes als apèndixs de crustacis.
Una urpa està feta de la proteïna queratina. En animals carnívors les urpes serveixen per capturar i retenir les preses però es poden fer servir per altres propòsits com el de grimpar pels arbres.
Les urpes són en realitat ungles però amb la forma esmolada i corbada

## Tetràpodes
En un tetràpode, les urpes estan fetes de queratina i consten de dues capes. La capa unguis és l'externa i més dura, feta de fibres de queratina disposades perpendicularment a la direcció de creixement i en capes d'angle oblic. La capa subunguis és la més tova amb grans paral·lels a la direcció de creixement. L'urpa creix cap enfora de la matriu de l'ungla. La unguis creix cap enfora més de pressa que la subunguis i produeix una corba i una part final punxaguda.

### Ocells
L'urpa dels ocells de presa serveix principalment per caçar.

### Mamífers
L'ungla és més tova que l'urpa una ungla prou forta per suportar pes es diu peülla (com per exemple en els cavalls) 

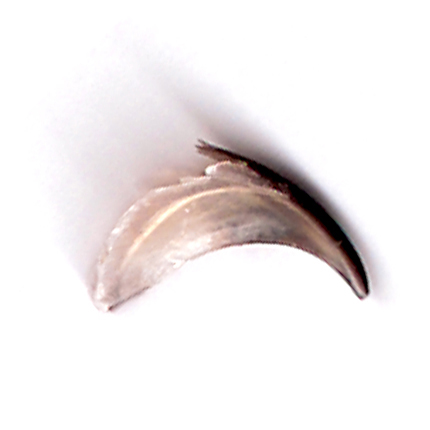
Urpa de gat

Les urpes creixen talment com ho fan les ungles i en alguns animals cal anar-les retallant

#### Primats
L'anatomia de les ungles dels primats consta només de la capa unguis, la subunguis ha desaparegut. Només alguns lemurs tenen urpes de neteja.